# Olivier Bonnave
Olivier Bonnave est un joueur de dames français.

## Palmarès
- Champion de France en 1987 (à Apt);
- Champion de France en 1988 (à Sorgues);
- 8e du championnat du monde organisé à Moscou, en décembre 1987;
- Participation au championnat du monde en 1988.